# Opus sermonum dominicalium
Opus sermonum dominicalium (Księga kazań niedzielnych) – zbiór średniowiecznych kazań spisanych w języku łacińskim przed 1391, autorstwa Stanisława Stojko.
Stanisław Stojko z Książa Wielkiego zdobył wykształcenie we Włoszech (doktorat praw uzyskał w Bolonii). W Polsce był członkiem zakonu bożogrobców w Miechowie. W latach 1384–1395 pełnił funkcję prepozyta. Kazania wygłaszał w języku polskim w kościele miechowskim.